# Конобеево (Смоленская область)
Конобеево — деревня в Гагаринском районе Смоленской области России. Входит в состав Самуйловского сельского поселения.

## География
Расположена в северо-восточной части области в 26 км к северу от Гагарина, в 26 км западнее автодороги Р90 Тверь — Уваровка, на берегу реки Тургоща. В 30 км южнее деревни расположена железнодорожная станция Гагарин на линии Москва — Минск.

## История
В годы Великой Отечественной войны деревня была оккупирована гитлеровскими войсками в октябре 1941 года, освобождена в марте 1943 года.

## Население
Население деревни Конобеево — 2 жителя (2007).